# Страсті за Матвієм (фільм)
«Страсті за Матвієм» — російська комедійна мелодрама Сергія Ільїна. У головних ролях: Денис Власенко і Валері Зоїдова. Фільм завоював головний приз на фестивалі «Новий сезон».
Прем'єрний показ фільму відбувся 11 жовтня 2023 року в московському кінотеатрі «Художній». Фільм представили виконавці головних ролей. Вихід у широкий прокат відбувся 19 жовтня 2023 року.

## Сюжет
Фільм розповідає про молодого вівтарника Матвія, який мріє стати священнослужителем, і зухвалу художницю Агату, які, познайомившись, зрозуміли, що у них однакові проблеми і цінності.

## У ролях
| Актор               | Роль         |
| ------------------- | ------------ |
| Денис Власенко      | Матвій       |
| Валері Зоїдова      | Агата        |
| Тимофій Трибунцев   | священник    |
| Олексій Розін       | отець Матвія |
| Ольга Мединіч       | мати Матвія  |
| Анар                | Роберт       |
| Ольга Бодрова       | Варвара      |
| Іван Кравченко      | бармен       |
| Олександр Мізєв     | Кір          |
| Валерія Человєчкова | Ліза         |

## Зйомки
Для режисера Сергія Ільїна фільм став дебютним. В інтерв'ю він зазначив, що вклав у свою творчість і особисті враження, адже в юності він сам був вівтарником. Автори прагнули показати життя православної громади в сучасному суспільстві, а також проблеми, що хвилюють парафіян.
Знімальна група під керівництвом Ільїна об'їздила понад 200 храмів.
Для зйомок у фільмі, акторові головної ролі Денису Власенку, довелося ходити на курси дзвонарів.

## Нагороди
На кінофестивалі онлайн-кінотеатрів «Новий сезон» у 2023 році, картина отримала статус гран-прі в номінації «Кращий фільм». Також, за ролі в цьому фільмі свої нагороди отримали актор Денис Власенко — перше місце в номінації «Герой нового сезону» і Валері Зоїдова — перше місце в номінації «Героїня нового сезону»

## Номінації
Фільм «Страсті за Матвієм» потрапив до лонг-листа кінопремії «Золотий Орел» за 2023 рік у кількох номінаціях: «Кращий ігровий фільм», «Краща режисерська робота» (Сергій Ільїн), «Кращий сценарій» (Сергій Ільїн, Ігор Рибін), «Краща жіноча роль в кіно» (Валері Зоїдова), «Краща чоловіча роль в кіно» Денис Власенко.